# Саутуарк (станция метро)
Саутуарк (англ. Southwark tube station) — станция закрытого типа Юбилейной линии лондонского метро, расположенная под перекрёстком улиц Блэкфрайарс Роад (англ. Blackfriars Road) и Кат (англ. The Cut). Находится в первой тарифной зоне между станциями Ватерлоо и Лондон-бридж. Открыта 20 ноября 1999 года в рамках продления Юбилейной линии. Станция находится западнее исторического боро Саутуарк, который обслуживается станциями «Боро» и «Лондон-бридж». Вход на станцию находится напротив заброшенной железнодорожной станции «Блэкфрайарс Роад» (англ. Blackfriars Road).
Первоначальный план продления Юбилейной линии не предусматривал строительства новой станции между станциями под вокзалом Ватерлоо и Лондонским мостом. Станция «Саутуарк» была добавлена после лоббирования местного совета и фактически расположена рядом с границей района с Ламбетом на Джоан-стрит. Несмотря на то, что станция находится недалеко от Ватерлоо она не имеет шаговой доступности с достопримечательностями района Бэнксайд, которые могла бы обслуживать, к тому же пересадка на железную дорогу находится на одноимённой станции под лондонским Восточным вокзалом Ватерлоо. Пассажиропоток в целом соответствует таковому на других второстепенных станциях центральных линий лондонского метрополитена. Тем не менее, он вдвое превышает трафик близлежащей станции «Боро» и примерно в три раза больше, чем на «Ламбет Норт».

## Иллюстрации

Станция «Саутуарк»
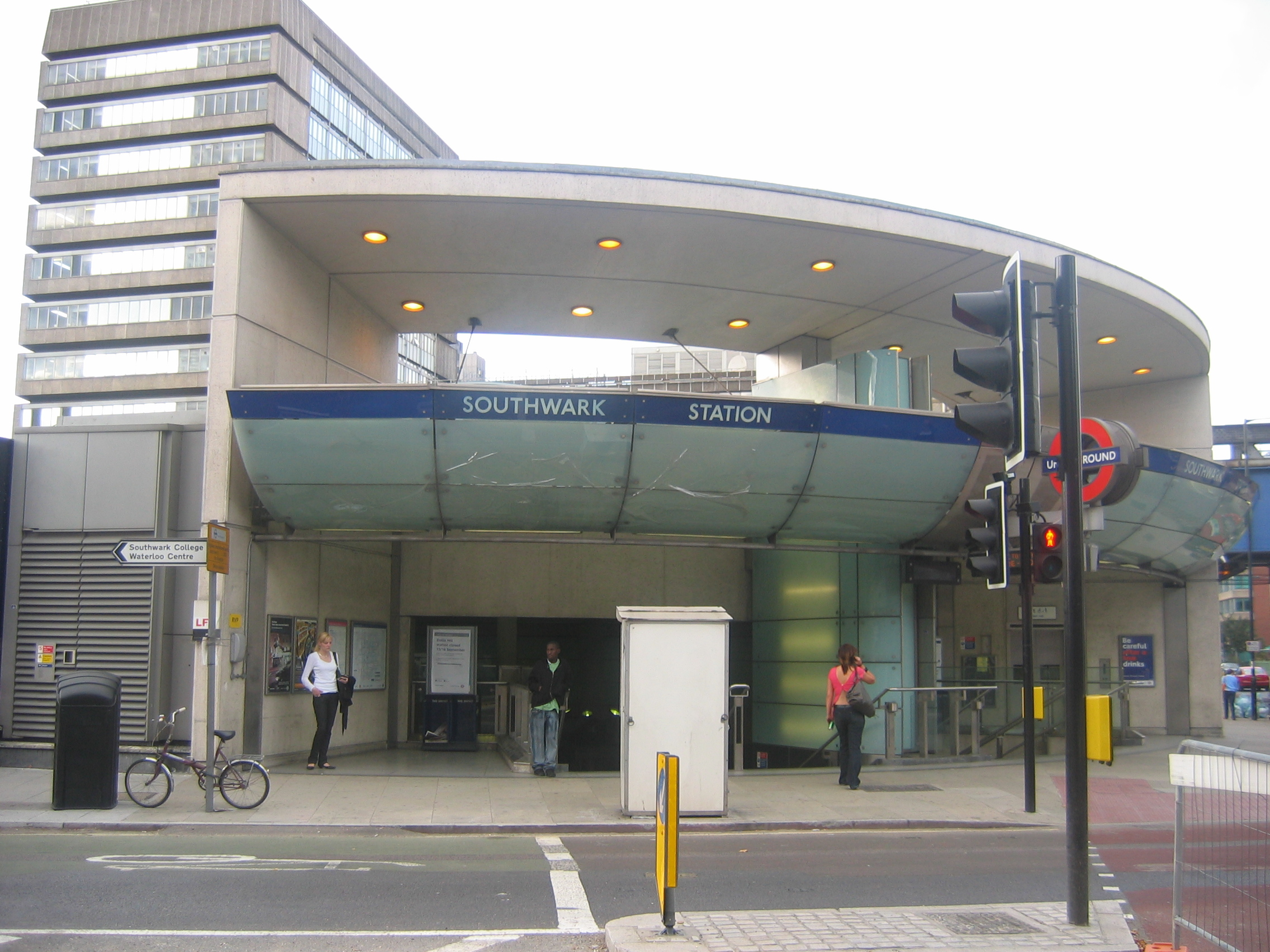
Вход на станцию
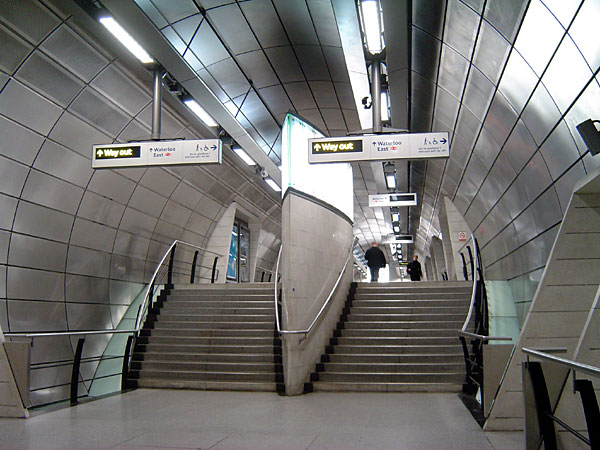
Промежуточный вестибюль
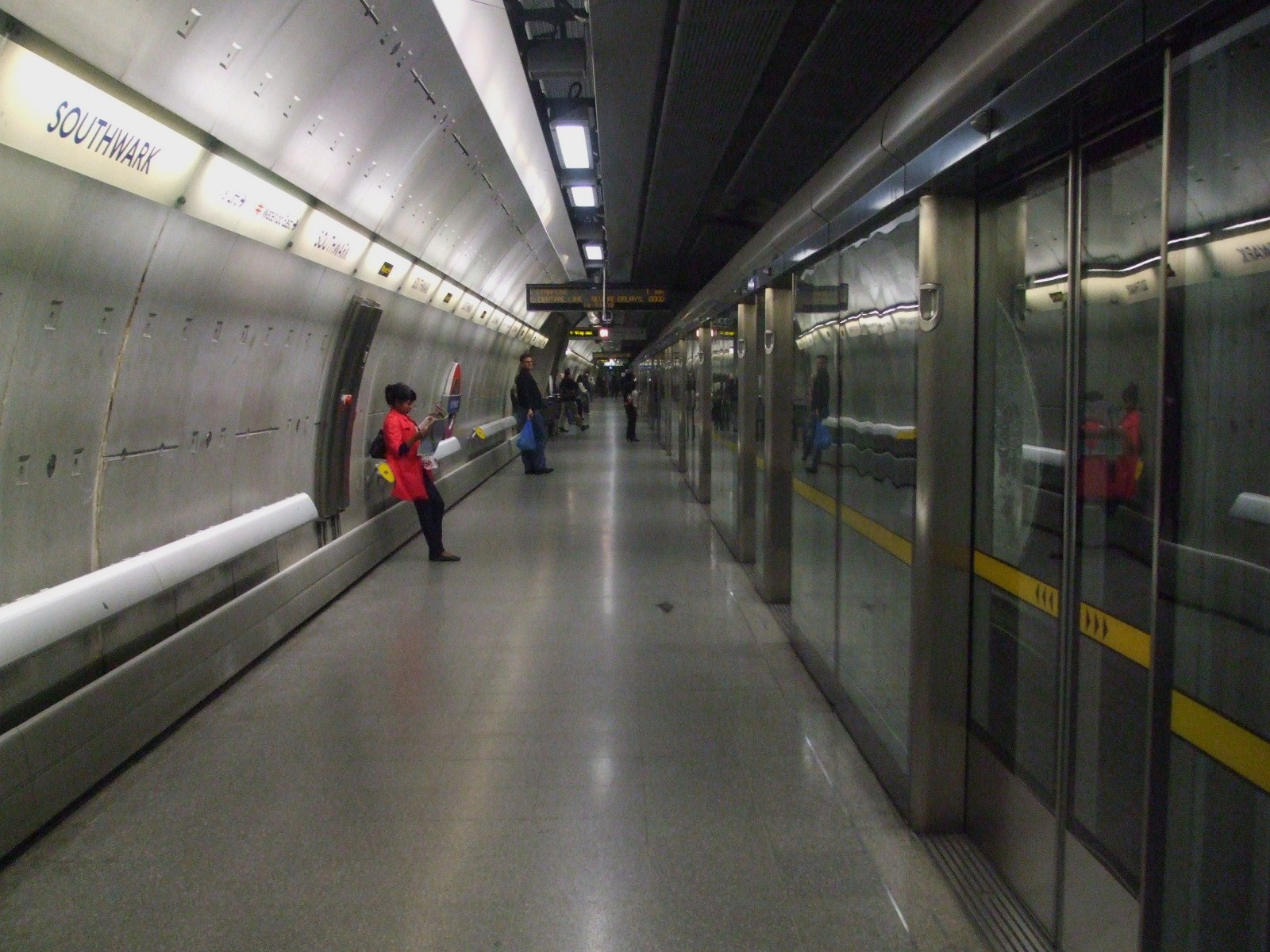
Западная платформа
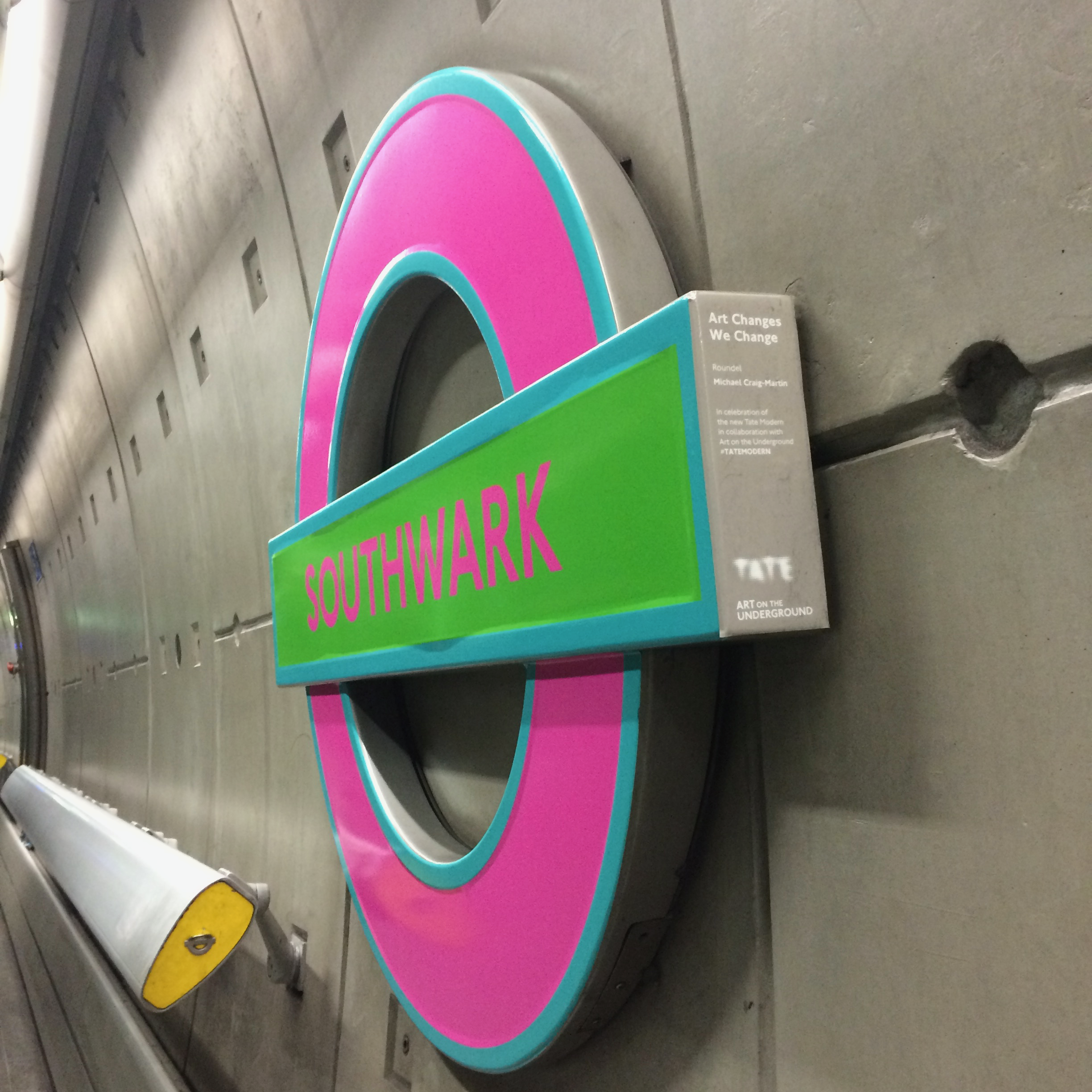
Дизайн ронделя в честь открытия новой галереи Тейт